# Галл Сіті
Галл Сіті (англ. Hull City Association Football Club) — англійський професійний футбольний клуб з міста Галл, що у графстві Йоркшир. Матчі проводить на стадіоні «КС Стедіум», що може вмістити 25 404 глядачів.

## Історія

### Перша половина XXст.
Футбольний клуб був створений у місті лише у 1904. До цього спроби створити футбольний клуб були невдалими через популярність у цих місцях регбі. 1 вересня 1904 новостворена команда зіграла перший матч у присутності 6 тисяч глядачів, зігравши унічию з Ноттс Каунті.Команда не встигла зареєструватися у Футбольну лігу на поточний сезон, однак за рік зіграла 44 товариські матчі, набравши чудову ігрову форму. Це дозволило здобути 5 місце у другому дивізіоні. Протягом наступних сезонів команда демонструвала блискучу гру, а у сезоні 1909/10 ледь не пройшла до еліти, поступившись лише Олдему у турнірній таблиці за різницею голів.
Найвищим кубковим досягненням «Галл Сіті» є вихід до півфіналу у 1930 році. Команда зуміла обійти такі команди як Лідс Юнайтед, Блекпул, але не встояла перед столичним Арсеналом лише у переграванні матчу.

### Друга половина XXст.
Протягом багатьох десятиліть клуб метався між дивізіонами, виступаючи по черзі у другому, третьому та четвертому дивізіонах. 1998 року клуб опинився на останньому місці найнижчого дивізіону. Керівництво змінило тренера, і новий тренер, Воррен Джойс, врятував команду.

### ХХІ століття
На початку 2001 року у клуба змінився власник. Ним став колишній комерційний директор «Лідса» Адам Пірсон. Він зумів подолати важке фінансове становище команди, змінено тренера, запросивши на цю посаду Пітера Тейлора, який за два роки вивів команду у Чемпіонат Футбольної Ліги. У цьому дивізіоні клуб затримався недовго, ставши аутсайдером і 2006 року Тейлор пішов у відставку. Пірсон продав клуб консорціуму під керівництвом Пола Даффена. У сезоні 2007/2008 клуб уперше у своїй історії здобув право грати серед еліти національного футболу. У наступному сезоні, команда зуміла у жовтні стати третьою, однак серія невдач призвела до зупинки галлівців за крок від зони вильоту, зайнявши 17 місце. У наступному сезоні, «тигри» після нічиєї з «Віганом» втратили шанси на збереження у Прем'єр-Лізі за тур до її фінішу. Після цього, Філ Браун, якому команда зобов'язана своїми успіхами, був відправлений у відставку. Його змінив Найджел Пірсон.
У сезоні 2015-2016 клуб отримав путівку в еліту. У першому матчі «тигри» зуміли обіграти на той час діючого чемпіона країни - «Лестер Сіті».

## Клубні кольори
| Жовтий | Чорний |

## Поточний склад
Станом на 10 жовтня 2024
| №  | Поз. | Нац.        | Гравець                                            |
| -- | ---- | ----------- | -------------------------------------------------- |
| 1  | ВР   | Хорватія    | Івор Пандур                                        |
| 2  | ЗХ   | Англія      | Льюї Койл                                          |
| 3  | ЗХ   | Шотландія   | Раян Джайлс                                        |
| 4  | ЗХ   | Англія      | Чарлі Г'юз                                         |
| 5  | ЗХ   | Англія      | Алфі Джонс                                         |
| 6  | ЗХ   | Ірландія    | Шон Маклафлін                                      |
| 7  | НП   | Канада      | Ліам Міллар                                        |
| 8  | ПЗ   | Німеччина   | Марвін Меглем                                      |
| 9  | НП   | Кот-д'Івуар | Кріс Бедья (в оренді з Уніон (Берлін))             |
| 10 | ПЗ   | Туреччина   | Абдулкадір Омюр                                    |
| 11 | НП   | Туреччина   | Догукан Сінік                                      |
| 12 | НП   | Бразилія    | Жуан Педро                                         |
| 14 | ПЗ   | Ірландія    | Гаррі Воен                                         |
| 16 | НП   | Англія      | Раян Лонгман                                       |
| 17 | ЗХ   | Англія      | Фінлі Бернс (в оренді з Манчестер Сіті)            |
| 18 | ПЗ   | Англія      | Ксав'є Саймонс                                     |
| 19 | ПЗ   | Колумбія    | Стівен Альсате                                     |
| 20 | ПЗ   | Колумбія    | Густаво Пуерта (в оренді з Баєр 04)                |
| 22 | ВР   | Англія      | Карл Рашворт (в оренді з Брайтон енд Гоув Альбіон) |

| №  | Поз. | Нац.               | Гравець                              |
| -- | ---- | ------------------ | ------------------------------------ |
| 23 | ЗХ   | Англія             | Коді Драме                           |
| 25 | ПЗ   | Еквадор            | Оскар Самбрано (в оренді з ЛДУ Кіто) |
| 26 | ЗХ   | Англія             | Енді Сміт                            |
| 27 | ПЗ   | Англія             | Реган Слейтер                        |
| 29 | ЗХ   | Англія             | Метті Джейкоб                        |
| 31 | ВР   | Швейцарія          | Антоні Рачоппі                       |
| 32 | ВР   | Франція            | Тімоте Ло-Тутала                     |
| 33 | НП   | Алжир              | Башир Беллумі                        |
| 34 | ВР   | Англія             | Гарві Картрайт                       |
| 36 | НП   | Англія             | Вілл Джарвіс                         |
| 38 | НП   | Бермудські Острови | Сінсір Голл                          |
| 40 | ВР   | Англія             | Овен Фостер                          |
| 41 | НП   | Англія             | Селларс-Флемінг                      |
| 42 | ПЗ   | Англія             | Рокко Койл                           |
| 43 | ЗХ   | Ірландія           | Стен Ешбі                            |
| 44 | НП   | Англія             | Абу Камара                           |
| 45 | ПЗ   | Ямайка             | Кейсі Палмер                         |
| 47 | ПЗ   | Англія             | Нейтан Тінсдейл                      |
| 48 | НП   | Англія             | Мейсон Берстоу                       |